# 西米翁·伊斯梅尔丘克
西米翁·伊斯梅尔丘克（羅馬尼亞語：Simion Ismailciuc，1930年7月13日—1986年），罗马尼亚男子皮划艇运动员。他曾代表罗马尼亚参加1956年夏季奥林匹克运动会皮划艇比赛，获得一枚金牌。